# Brieuc Rolland
Brieuc Rolland (Rennes, 13 augustus 2003) is een Frans wielrenner.

## Carrière
Als tweedejaars junior, in 2021, won Rolland de openingsrit in de Ronde van de Lunigiana. Een maand later werd hij vierde in het eindklassement van de Saarland Trofeo.
In 2023 maakte Rolland de overstap naar de opleidingsploeg van Groupama-FDJ. Namens dat team werd hij onder meer zesde in het eindklassement van de Alpes Isère Tour, dertiende in dat van de Ronde van Italië voor beloften en achtste in dat van de Ronde van de Aostavallei. In zijn tweede seizoen bij de ploeg werd hij achtste in het eindklassement van de Ronde van Rwanda, vijfde in Luik-Bastenaken-Luik voor beloften en bleef enkel Noa Isidore hem voor in het nationale beloftenkampioenschap op de weg. Later dat jaar won hij een etappe en het algemeen klassement in de Vredeskoers. Namens de hoofdmacht van de ploeg werd hij in augustus, vanuit de vroege vlucht, derde in de Polynormande. later die maand stond hij aan de start van de Ronde van de Toekomst, waar hij na zeven ritten op de achtste plaats eindigde. In oktober was hij de beste in de Ronde van Lombardije voor beloften. Aan het eind van het jaar werd hij beloond met de Vélo d'Or français voor beste belofte.
In 2025 werd Rolland prof bij Groupama-FDJ, dat hem na twee seizoenen overhevelde vanuit hun opleidingsploeg. Zijn debuut voor de ploeg maakte hij in de Ronde van de Algarve, waar hij op de vijfde plaats in het jongerenklassement eindigde. Later dat jaar nam hij deel aan onder meer de Ronde van Catalonië en de Ronde van het Baskenland.

## Palmares

### Overwinningen
2021
1e etappe Ronde van de Lunigiana
2024
3e etappe Vredeskoers
Eindklassement Vredeskoers
Ronde van Lombardije, Beloften

### Resultaten in voornaamste wedstrijden
|      | \| Jaar \| Clásica San Sebastián \| \| ---- \| --------------------- \| \| 2025 \| 38e \| |
| Jaar | Clásica San Sebastián                                                                     |
| 2025 | 38e                                                                                       |

### Resultaten in kleinere rondes
| Jaar | Ronde van Catalonië | Ronde van het Baskenland |
| ---- | ------------------- | ------------------------ |
| 2025 | 34e                 | 22e                      |

## Ploegen
- 2023 –  Equipe continentale Groupama-FDJ
- 2024 –  Equipe continentale Groupama-FDJ
- 2025 –  Groupama-FDJ

## Onderscheidingen
- Vélo d'Or français voor beste belofte: 2024